# Мурен (сомон)
Мурен (монг.: Мөрөн) — сомон аймаку Хувсгел, Монголія. Площа 102,9 тис. км², населення 37 491 чол. Центр сомону місто Мурен.